# Anisodes transecta
Anisodes transecta là một loài bướm đêm trong họ Geometridae.